# Estigmenida albolineata
Estigmenida albolineata là một loài bọ cánh cứng trong họ Cerambycidae.